# Ritratto di giovane con lucerna
Il Ritratto di giovane con lucerna è un dipinto a olio su tavola (42,3x35,3 cm) di Lorenzo Lotto, databile al 1506 circa e conservato nel Kunsthistorisches Museum a Vienna.

## Storia
L'opera viene riferita al periodo trevigiano dell'artista. Dal 1816 si trova nelle collezioni del museo viennese.

## Descrizione e stile
Rappresentato a mezza figura, col busto di tre quarti e il volto girato verso lo spettatore, il giovane protagonista è ritratto con un vivo realismo, che si sofferma su particolari come le leggere imperfezioni della cute, il naso pronunciato, la morbidezza dei capelli. Lo schema compositivo, la curva discendente delle spalle e l'incidenza della luce sul viso rimandano alla fase giovanile dell'artista, vicino ad opere come il Ritratto del vescovo Bernardo de' Rossi, del 1505. Il volto è come incorniciato dalla veste e dal cappello neri, che spiccano sullo sfondo di broccato bianco, con un nastro verde sull'orlo. L'espressione è decisa e quasi altera, con il gesto delle labbra appena dischiuse e lo sguardo rivolto direttamente allo spettatore.
A destra la tenda si apre su uno spiraglio scuro, dove si intravede una lucerna accesa, sicuramente un dettaglio simbolico, che allude alla personalità dell'uomo o alle sue vicende, e che è stato variamente interpretato. Alcuni lo hanno collegato alla parabola evangelica delle vergini savie, altri a un simbolo di saggezza o della caducità della vita umana: in questo senso la fiamma è fioca, come se avesse rischiato di spegnersi, e ciò è stato messo in relazione con la possibilità che il soggetto abbia corso un pericolo di morte.
A partire da queste considerazioni si è proposta un'identificazione del soggetto con Broccardo Malchiostro, il giovane cancelliere del vescovo trevigiano Bernardo de' Rossi, che col suo superiore rischiò la vita durante una sventata congiura nel 1503. A conferma dell'ipotesi è stato anche visto nel tendaggio una sciarada: esso è infatti un broccato con decorazione di cardi, quindi "broccato-cardo", "Broccardo". Allusioni del genere non sono estranee all'arte di Lotto, presenti almeno in un'altra opera della maturità, il Ritratto di Lucina Brembati.